# جيسي ويليامز
جيسي ويليامز (بالإنجليزية: Jesse Williams)‏ هو ممثل أمريكي (من مواليد 5 أغسطس 1981 في شيكاغو، إلينوي، الولايات المتحدة).

## نشأته
ولد ويليامز في شيكاغو، إلينوي، لأبيه جوانا تشيس، الخزاف المحترف، وريجنالد ويليامز. من أعراق مختلطة، قال ويليامز إن والدته سويدية وأن والده أمريكي من أصل أفريقي من جورجيا. شقيقاه الأصغر متخصصان في الفنون البصرية. تخرج ويليامز من مدرسة موسى براون في بروفيدنس، رود آيلاند عام 1998. بعد تخرجه من المدرسة الثانوية، بدأ والده في تدريس التاريخ في شمال ولاية ماين، بينما حافظت والدته على عملها في صناعة الفخار.
تخرج ويليامز من جامعة تمبل بتخصص مزدوج في الدراسات الأمريكية الأفريقية وفنون السينما والإعلام. على خطى والديه، قام بتدريس بالمدرسة الثانوية في نظام المدارس العامة بفيلادلفيا لمدة ست سنوات: تدريس الدراسات الأمريكية، والدراسات الأفريقية، واللغة الإنجليزية.

## الأعمال

### أفلام
- كوخ الغابة (فيلم)
- نخبة بروكلين (فيلم)

### مسلسلات
- غريز أناتومي (الدور: دكتور جاكسون)[8]

## روابط خارجية
- جيسي ويليامز على موقع IMDb (الإنجليزية)
- جيسي ويليامز على موقع روتن توميتوز (الإنجليزية)
- جيسي ويليامز على موقع ألو سيني (الفرنسية)
- جيسي ويليامز على موقع أول موفي (الإنجليزية)
- جيسي ويليامز على موقع قاعدة بيانات برودواي على الإنترنت (الإنجليزية)
- جيسي ويليامز على موقع قاعدة بيانات الأفلام السويدية (السويدية)
- جيسي ويليامز على موقع إن إن دي بي (الإنجليزية)
- جيسي ويليامز على موقع قاعدة بيانات الفيلم (الإنجليزية)
- جيسي ويليامز على موقع كينوبويسك (الروسية)